# Cuscullera
La cuscullera, petó-petó o queixal de vella (Hyoseris radiata) és una planta amb flor de la família Asteraceae.
Les fulles d'aquesta planta són comestibles i són un dels ingredients del preboggion, barreja d'herbes típica de la cuina de Ligúria.